# The Stage (album)
The Stage è il settimo album in studio del gruppo musicale statunitense Avenged Sevenfold, pubblicato il 28 ottobre 2016 dalla Capitol Records.

## Tracce
Testi e musiche di Matthew Sanders, Brian Haner, Zachary Baker, Jonathan Seward e Brooks Wackerman.
1. The Stage – 8:32
2. Paradigm – 4:18
3. Sunny Disposition – 6:41
4. God Damn – 3:41
5. Creating God – 5:34
6. Angels – 5:40
7. Simulation – 5:30
8. Higher – 6:28
9. Roman Sky – 5:00
10. Fermi Paradox – 6:30
11. Exist – 15:39

CD bonus nell'edizione deluxe
1. Dose – 4:58
2. Retrovertigo – 4:39 – originariamente interpretata dai Mr. Bungle
3. Malagueña Salerosa – 4:14 – popolare, originariamente interpretata da Elpidio Ramírez e Pedro Galindo
4. Runaway (feat. Warren Fitzgerald) – 2:49 – originariamente interpretata da Del Shannon
5. As Tears Go By – 2:54 – originariamente interpretata dai The Rolling Stones
6. Wish You Were Here – 5:13 – originariamente interpretata dai Pink Floyd
7. God Only Knows – 3:34 – originariamente interpretata dai The Beach Boys
8. The Stage (Live from London) – 9:16
9. Paradigm (Live from London) – 4:43
10. Sunny Disposition (Live from London) – 9:32
11. God Damn (Live from London) – 4:43

## Formazione
Gruppo
- M. Shadows – voce
- Synyster Gates – chitarra solista, cori
- Zacky Vengeance – chitarra ritmica, cori
- Johnny Christ – basso, cori
- Brooks Wackerman – batteria

Altri musicisti
- Quishima Dixon – cori
- Angela Fisher – cori
- Nikki Grier – cori
- Tiffany Smith – cori
- Amber Sauer – cori
- Alexandria Threat – cori
- Daphne Chen – violino
- Leah Katz – viola
- John Krovoza – violoncello
- Ian Walker – contrabbasso
- David Ralicke – trombone
- Nick Daley – trombone
- Jordan Katz – tromba
- Stephanie O'Keefe – corno francese
- Jason Freese – tastiera (tracce 1, 2, 8, 10 e 11)
- Matthew Baker – arrangiamento corno (tracce 3 e 11), arrangiamento strumenti ad arco (tracce 9 e 11)
- Angelo Moore – corno aggiuntivo (traccia 3)
- Walter Kibby – corno aggiuntivo (traccia 3)
- Brian Kilgore – percussioni (tracce 4 e 9)
- Eric Gorfain – strumenti ad arco (traccia 5)
- Valary Sanders – voce dell'infermiera (traccia 6)
- River James Sanders – voce aggiuntiva (traccia 6)
- Tennessee James Baker – voce aggiuntiva (traccia 6)
- Papa Gates – secondo assolo di chitarra (traccia 6)
- Michael Suarez – effetti sonori aggiuntivi (traccia 6)
- Neil deGrasse Tyson – voce parlata (traccia 11)

Produzione
- Joe Barresi – produzione, registrazione
- Avenged Sevenfold – produzione
- Jeff Fitzpatrick – assistenza alla registrazione
- Alex Pavone – assistenza alla registrazione
- Michael Peterson – assistenza alla registrazione
- Wesley Seidman – assistenza alla registrazione
- Morgan Stratton – assistenza alla registrazione
- Andy Wallace – missaggio
- Paul Suarez – assistenza al missaggio
- Ignacio Lecumberri – assistenza aggiuntiva al missaggio
- Bob Ludwig – mastering

## Classifiche
| Classifica (2016)          | Posizione massima |
| -------------------------- | ----------------- |
| Australia                  | 4                 |
| Austria                    | 10                |
| Belgio (Fiandre)           | 79                |
| Belgio (Vallonia)          | 85                |
| Canada                     | 1                 |
| Finlandia                  | 10                |
| Francia                    | 47                |
| Germania                   | 14                |
| Giappone                   | 42                |
| Irlanda                    | 16                |
| Italia                     | 35                |
| Norvegia                   | 16                |
| Nuova Zelanda              | 9                 |
| Paesi Bassi                | 68                |
| Portogallo                 | 6                 |
| Regno Unito                | 13                |
| Regno Unito (rock & metal) | 1                 |
| Spagna                     | 36                |
| Stati Uniti                | 4                 |
| Stati Uniti (alternative)  | 1                 |
| Stati Uniti (rock)         | 1                 |
| Svezia                     | 37                |
| Svizzera                   | 17                |